# مرز: روز اول
مرز: روز اول (به انگلیسی: Border: Day One) نخستین آلبوم چندآهنگه (ئی‌پی) گروه پسرانهٔ کره‌ای انهایپن است. این آلبوم در ۳۰ نوامبر ۲۰۲۰ توسط بیلیفت لب، جینی میوزیک و استون میوزیک انترتینمنت منتشر شد. این آلبوم شامل شش قطعه و تک‌آهنگ لید آن «داده‌شده- پس گرفته شده» بود.

## ترویج
چند ساعت قبل از انتشار آلبوم، انهایپن اولین نمایش رسانه‌ای اش را در سئول برگزار کرد، که به صورت آنلاین از یوتیوب پخش شد. گروه برای اولین بار در این نمایش آهنگ‌های «داده شده-پس گرفته شده» و «بگذار وارد شوم (۲۰ مکعب)» را اجرا کرد. چند ساعت بعد از انتشار آلبوم، یک نمایش نخستین حضور با عنوان «نمایش نخستین حضور انهایپن: روز اول» با میزبانی شبکه ام‌نت به صورت جهانی پخش شد، که انهایپن آهنگ‌های «فلیکر»، «بگذار وارد شوم (۲۰ مکعب)»، «۱۰ ماهه» و «داده شده-پس گرفته شده» را اجرا کرد. گروه بار دیگر در ۲ دسامبر ۲۰۲۰ در اف‌ان‌اس میوزیک فستیوال آهنگ «داده شده-پس گرفته شده» را اجرا کرد. انهایپن ترویج آلبوم را با اجرای زندهٔ تلویزیونی در چندین برنامه موسیقی هفتگی کره جنوبی شروع کرد، ابتدا با برنامهٔ بانک موسیقی شبکه کی‌بی‌اس در ۴ دسامبر شروع کرد، جایی که «داده شده-پس گرفته شده» را اجرا کرد. گروه سپس در اینکیگایو شبکهٔ اس‌بی‌اس و د شو شبکهٔ اس‌بی‌اس ام‌تی‌وی برای اجرای این آهنگ حضور پیدا کرد. انهایپن در ۶ دسامبر در مراسم جوایز موسیقی آسیایی ام‌نت ۲۰۲۰ و ۱۲ دسامبر در مراسم فکت میوزیک اواردز ۲۰۲۰ این آهنگ را اجرا کرد. گروه در ۱۸ دسامبر این آهنگ را در جشنواره ترانه کی‌بی‌اس ۲۰۲۰ و ام‌تی‌وی فرش لایو اوت اجرا کرد. انهایپن در ۲۵ دسامبر در اس‌بی‌اس گایو دجون این آهنگ را اجرا کرد.

## عملکرد تجاری
در ۴ نوامبر ۲۰۲۰ گزارش شد که پیش‌فروش این آلبوم در مدت فقط دو روز از مرز ۱۵۰٬۰۰۰ کپی گذشت. تا ۲۱ نوامبر تعداد پیش‌فروش‌ها از مرز ۳۰۰٬۰۰۰ کپی گذشته بود.
مرز: روز اول پس از انتشار در صدر جدول آلبوم‌های گائون در ۵ دسامبر ۲۰۲۰ قرار گرفت. در جدول هانتئو، در هفتهٔ اول انتشار با فروش ۲۸۰٬۸۷۳ کپی، رکورد بیشترین فروش آلبوم در میان گروه‌های کی-پاپ که فعالیت خود را در سال ۲۰۲۰ شروع کرده بودند، شکست. مرز: روز اول با فروش ۳۱۸٬۵۲۸ کپی آلبوم فیزیکی، دومین آلبوم پرفروش در میان آلبوم‌های نوامبر ۲۰۲۰ در کره جنوبی بود. مرز: روز اول پس از انتشار در شماره ۱ جدول روزانه آلبوم‌های اوریکون در ۴ دسامبر ۲۰۲۰ قرار گرفت. این آلبوم با فروش ۷۱٬۴۰۴ کپی در هفتهٔ اول، در جایگاه دوم جدول هفتگی آلبوم‌های اوریکون قرار گرفت.این آلبوم در جایگاه شماره ۲ جدول آلبوم‌های داغ بیلبورد ژاپن در تاریخ ۱۴ دسامبر ۲۰۲۰ قرار گرفت، در همان زمان ترانهٔ «داده شده-پس گرفته شده» به رتبهٔ ۴۵ در جدول ۱۰۰ آهنگ داغ بیلبورد ژاپن رسید.

## فهرست قطعات
مشخصات برگرفته از اسپاتیفای و یادداشت‌های آلبوم فیزیکی است.
| شماره      | نام                        | نویسنده(ها) | تهیه‌کننده(ها)         | مدت   |
| ---------- | -------------------------- | --- | --------------------- | ----- |
| ۱.         | «مقدمه: سربه‌راه باش»       | واندرکید کَش‌کَو «هیت‌من» بنگ                                                                                            | واندرکید کَش‌کَو         | ۱:۴۹  |
| ۲.         | «داده شده-پس گرفته شده»    | واندرکید لیل ۲۷ کلاب «هیت‌من» بنگ ملانی فونتانا آندریاس کارلسون میشل «لیندگرن» شولز سان‌شاین کایلر نیکو                | واندر کید «هیت‌من» بنگ | ۳:۰۳  |
| ۳.         | «بگذار وارد شوم (۲۰ مکعب)» | فرانتس کایلر نیکو «هیت‌من» بنگ لی لی‌جین ۸ ژانویه لی سوران دانکه لوترا جو یوری (جَم فکتوری)                             | فرانتس «هیت‌من» بنگ    | ۳:۱۰  |
| ۴.         | «۱۰ ماهه»                  | لاست‌بوی اندرو بولیمور تام مان جاش رکورد «هیت‌من» بنگ میدنایت دایو جو یون‌کیونگ دانکه پارک یونگ‌وونگ لی لی‌جین کیم سوجونگ | لاست‌بوی               | ۳:۱۴  |
| ۵.         | «فلیکر»                    | آرکیدز رایان لاوری جو یون‌کیونگ «هیت‌من» بنگ سئو یونگ‌جون (کی‌آرآر) لی سوران                                             | آرکیدز                | ۲:۲۴  |
| ۶.         | «خاتمه: از خط رد شو»       | شین کونگ واندرکید | واندرکید شین کونگ     | ۱:۵۵  |
| مجموع مدت: | مجموع مدت:                 | مجموع مدت: | مجموع مدت:            | ۱۵:۳۵ |

توجه - تهیه‌کنندگان بیگ هیت انترتینمنت: واندرکید، کَش‌کَو، فرانتس، «هیت‌من» بنگ

## جداول
| جدول (۲۰۲۰–۲۰۲۱)                              | بالاترین موقعیت |
| --------------------------------------------- | --------------- |
| آلبوم‌های بلژیکی (اولتراتاپ فلاندرز)           | ۷۳              |
| آلبوم‌های بلژیکی (اولتراتاپ والونیا)           | ۱۱۶             |
| آلبوم‌های آلمانی (۱۰۰ آلبوم برتر رسمی)         | ۹۵              |
| آلبوم‌های مجارستانی (ماهاز)                    | ۲۹              |
| آلبوم‌های ژاپنی (اوریکون)                      | ۲               |
| آلبوم‌های داغ ژاپن (بیلبورد ژاپن)              | ۲               |
| آلبوم‌های کره جنوبی (گائون)                    | ۲               |
| آلبوم‌های سوئیسی (جدول موسیقی سوئیس)           | ۹۹              |
| آلبوم‌های دیجیتال بریتانیا (شرکت جدول‌های رسمی) | ۶۷              |

| جدول (نوامبر ۲۰۲۰)         | موقعیت |
| -------------------------- | ------ |
| آلبوم‌های کره جنوبی (گائون) | ۲      |

| جدول (۲۰۲۰)                | موقعیت |
| -------------------------- | ------ |
| آلبوم‌های ژاپنی (اوریکون)   | ۳۹     |
| آلبوم‌های کره جنوبی (گائون) | ۲۴     |

## گواهی‌نامه‌ها و فروش‌ها
| منطقه                             | گواهی  | واحد گواهی‌شده/فروش |
| --------------------------------- | ------ | ------------------ |
| کره جنوبی (گائون)                 | پلاتین | 0^                 |
| ^ رقم توزیع تنها بر پایهٔ گواهی‌ها. |        |                    |

## تاریخچهٔ انتشار
| کشور  | تاریخ          | قالب                       | ناشر                                          | منبع  |
| ----- | -------------- | -------------------------- | --------------------------------------------- | ----- |
| مختلف | ۳۰ نوامبر ۲۰۲۰ | سی‌دی دانلود دیجیتال استریم | بیلیفت لب جینی میوزیک استون میوزیک انترتینمنت | [ ۱ ] |

## واژه‌نامه
1. ↑  Enhypen Debut Show: Day One
2. ↑  Intro: Walk the Line
3. ↑  Given-Taken
4. ↑  Let Me In (20 CUBE)
5. ↑  10 Months
6. ↑  Flicker
7. ↑  Outro: Cross the Line